# The Adventure of the Christmas Pudding and a Selection of Entrées
The Adventure of the Christmas Pudding and a Selection of Entrées est un recueil de six nouvelles policières d'Agatha Christie, publié en 1960 au Royaume-Uni chez l'éditeur Collins Crime Club.
Les cinq premières nouvelles mettent en scène le détective Hercule Poirot, et la dernière, Miss Marple.

## Composition du recueil
1. The Adventure of the Christmas Pudding (Christmas Pudding)
2. The Mystery of the Spanish Chest (Le Mystère du bahut espagnol)
3. The Under Dog (Le Souffre-douleur)
4. Four and Twenty Blackbirds (Le Mort avait les dents blanches)
5. The Dream (Le Rêve)
6. Greenshaw's Folly (Le policeman vous dit l'heure)

## Éditions

### États-Unis
Le recueil britannique n'a pas d'équivalent aux États-Unis, les nouvelles sont publiées dans différents recueils :
- les nouvelles 1 et 6 sont publiées en 1961 dans Double Sin and Other Stories (avec six autres nouvelles),
- la nouvelle 2 est publiée en 1997 dans The Harlequin Tea Set and Other Stories (avec huit autres nouvelles),
- la nouvelle 3 est publiée en 1951 dans The Under Dog and Other Stories (avec huit autres nouvelles),
- la nouvelle 4 est publiée en 1950 dans Three Blind Mice and Other Stories (avec huit autres nouvelles),
- la nouvelle 5 est publiée en 1939 dans The Regatta Mystery and Other Stories (avec huit autres nouvelles),

### France
En France, les six histoires sont réparties entre deux recueils distincts :
- les nouvelles 1, 3 et 6 sont publiées en 1962 dans Le Retour d'Hercule Poirot,
- les nouvelles 2, 4 et 5 sont publiées en 1969 dans Témoin à charge (avec cinq autres nouvelles).

En 1998, dans le cadre de la collection « Les Intégrales du Masque », le recueil Le Retour d'Hercule Poirot est réédité sous le titre Christmas Pudding et regroupe les six nouvelles originales du recueil britannique.